# Challenge Panamericano de Hockey sobre césped
El Challengue Panamericano de Hockey sobre césped es la competición de selecciones nacionales de hockey sobre césped el evento es organizado por la Federación Panamericana de Hockey (FPH) y otorga dos plazas a la Copa Panamericana de Hockey sobre césped del siguiente año.

## Torneo masculino
| Año           | Sede                   | Equipos | Oro     | Plata     | Bronce   |
| 2011 Detalles | Río de Janeiro, Brasil | 5       | Uruguay | Brasil    | Paraguay |
| 2015 Detalles | Chiclayo, Peru         | 6       | Brasil  | Venezuela | Uruguay  |
| 2021 Detalles | Lima, Peru             | 8       | México  | Perú      | Ecuador  |

## Torneo femenino
| Año           | Sede                   | Equipos | Oro     | Plata             | Bronce   |
| 2011 Detalles | Río de Janeiro, Brasil | 4       | Uruguay | Guyana            | Brasil   |
| 2015 Detalles | Chiclayo, Peru         | 6       | Brasil  | Barbados          | Perú     |
| 2021 Detalles | Lima, Peru             | 7       | Perú    | Trinidad y Tobago | Paraguay |